# Snouck van Loosenkerk
De Snouck van Loosenkerk is een voormalig kerkgebouw in de historische binnenstad van de Noord-Hollandse plaats Enkhuizen.

## Geschiedenis
Het pand aan de Breedstraat nummer 47 was een pakhuis dat in eigendom was van de familie Snouck van Loosen. In 1861 werd een voormalig pakhuis van de familie verbouwd tot zondagsschool voor de armste mensen uit Enkhuizen.

## Exterieur

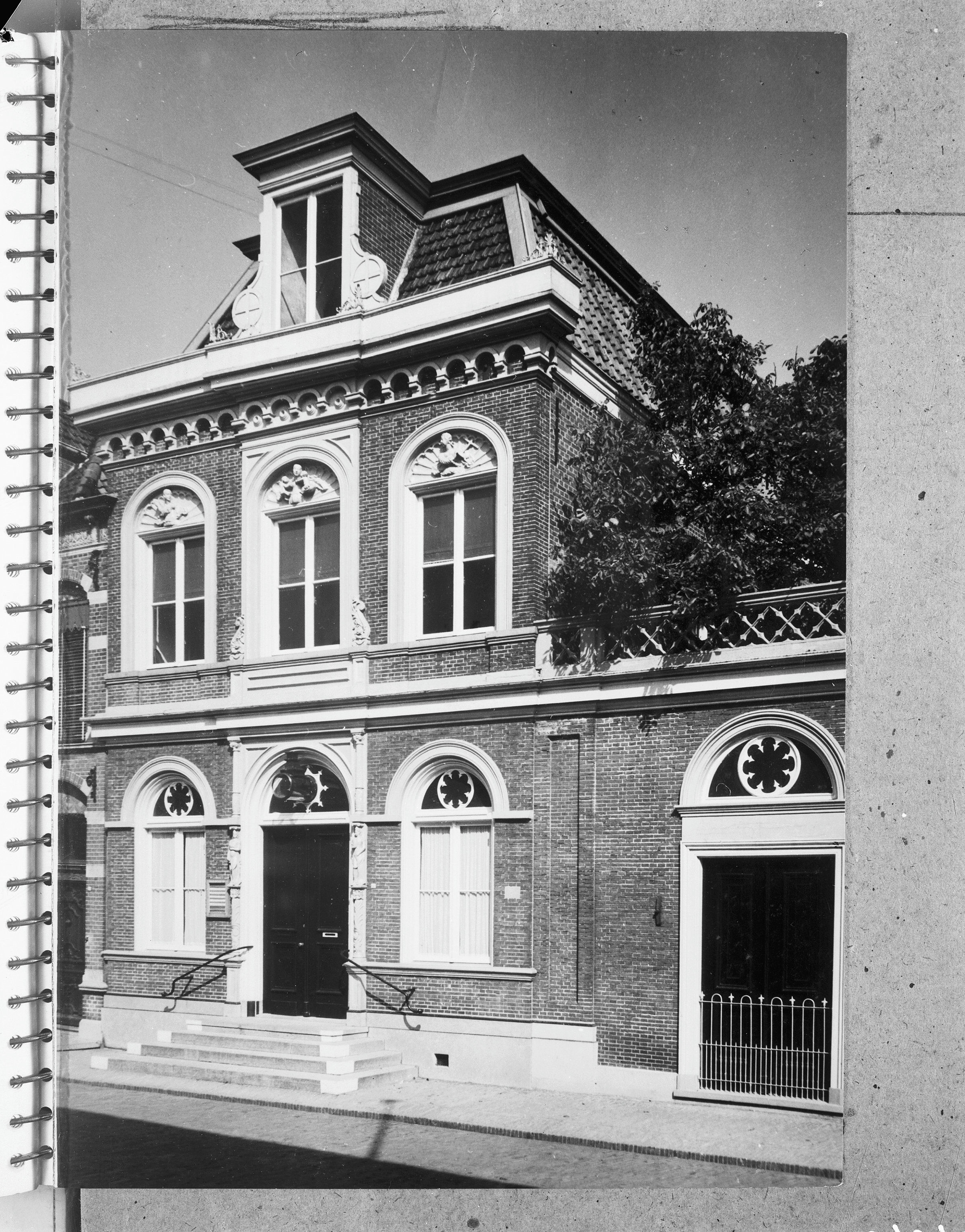
Snouck van Loosenkerk, ca. 1962

De voorgevel, een lijstgevel met rondboogfries, is symmetrisch van opzet met in het midden op de begane grond een dubbele deur en aan weerszijden een rondboogvenster. De bel-etage staat op een natuurstenen plint, waar tevens een vier treden tellende trap in is geïntegreerd. De middelste travee wordt benadrukt door gepleisterde versieringen zoals twee colonnetten met kariatiden, een spaarveld dat de verdiepingen verbindt en de dakkapel in het voordakvlak. Aan weerszijden van de dakkapel zijn houten wangen geplaatst. Het bovenlicht van de voordeur had een lantaarn. De bovenlichten van de vensters hebben een roosvenster als decoratie gekregen. De bel-etage en verdieping worden van elkaar gescheiden door een kroonlijst. Deze lijst loopt rechts van het pand door over de tuinmuur. Op de verdieping zijn in de boogvelden van de vensters voorstellingen geplaatst, voorstellende Geloof, Hoop en Liefde. Het gaat om voorstellingen in hoogreliëf. Alle vensters worden gevormd door vierruits draaivensters. In een gevelsteen rechts van de voordeur staat dat de architecten A.J. En D van der Molen het gebouw ontworpen hebben. 
Het schilddak is gedekt met rode Hollandse pannen, met uitzondering van het voorste dakvlak, dat is voorzien van zwarte kruispannen. Rondom is een houten kroonlijst geplaatst. Het schilddak wordt aan voor- en achterzijde doorbroken door een gedeeltelijk gemetselde dakkapel.
Tegen de achtergevel staat een drie verdiepingen hoge, vierkante schoorsteen. De schoorsteen is, net als de rest van het gebouw, opgetrokken uit rode baksteen. De achtergevel echter, is opgetrokken uit gele baksteen. Aan de linkerzijde van de achtergevel staat een houten serre op een bakstenen plint. Tussen serre en schoorsteen is een houten deur met negenruitsvenstertje geplaatst, daarnaast nog weer een openslaand venster met bovenlicht. De verdieping telt vier vensters (8 ruiten) met houten luiken.
De tuinmuur heeft overeenkomstige decoraties als het pand. De paneeldeur heeft een rondboogbovenlicht met roosvenster. De plint van de muur is eveneens van natuursteen, maar lager dan bij het hoofdgebouw. Aan weerszijden van de deur zijn gemetselde pilasters geplaatst. De tuinmuur ontneemt ook de rechterzijgevel aan het zicht. Deze gevel kent nog de originele vensters. Op de begane grond gaat het om drie schuifvensters en op de verdieping om vier. Allen kennen een zesruitsroedenverdeling.

## Interieur
Het houtskelet behoort mogelijk tot een 17e-eeuws pakhuis. Aan de achterkant van het pand is een dienstwoning gebouwd, welke intern met de kerkruimte is verbonden. De woning heeft een kelder en een aangebouwde serre.